# سيارة طائرة
السيارة الطائرة هي نوع من المركبات الجوية الشخصية التي توفر النقل البري والجوي. يستخدم مصطلح «السيارة الطائرة» أحيانًا أيضًا لتشمل الحوامات.
تم بناء العديد من النماذج الأولية منذ أوائل القرن العشرين، باستخدام مجموعة متنوعة من تقنيات الطيران، مثل الدفع الموزع؛ البعض لديه اقلاع وهبوط عمودي. مركبة PAL-V ستكون أول سيارة طائرة في الإنتاج الكامل عام 2021.
غالبًا ما يتنبأ علماء المستقبل بمظهرها، حيث أدى فشلهم في الوصول إلى مرحلة الإنتاج إلى ظهور عبارة «أين سيارتي الطائرة؟» السيارات الطائرة هي أيضا موضوع شعبي في الخيال والخيال العلمي.
تشترك الطائرات الرياضية الخفيفة تقريبًا في الخصائص مع السيارات الطائرة لأنها توفر سعة جلوس تتراوح من 1-3 مقاعد.

## التاريخ

### التطورات المبكرة
في عام 1926، عرض هنري فورد طائرة تجريبية ذات مقعد واحد أطلق عليها اسم «فورد فليفر». تم التخلي عن المشروع بعد عامين عندما تحطمت محاولة طيران برقم قياسي، مما أسفر عن مقتل الطيار. لم تكن فليفر سيارة طائرة، لكنها حظيت باهتمام الصحافة في ذلك الوقت، مما أثار إعجاب الجمهور بأنه سيكون لديهم طائرات بأسعار معقولة يتم إنتاجها بكميات كبيرة ويتم تصنيعها وتسويقها وبيعها وصيانتها تمامًا مثل السيارات. كان من المفترض أن تكون الطائرة شائعة في المستقبل مثل الطراز T في ذلك الوقت.
في عام 1940، تنبأ هنري فورد بظهور السيارة الطائرة قائلاً: «سنشهد مزيجاً من الطائرة والسيارة. قد تبتسم، لكنها ستأتي».
في عام 1942، جربت القوات المسلحة السوفيتية دبابة انزلاقية، أنتونوف A-40، لكنها لم تكن قادرة على الطيران بمفردها.

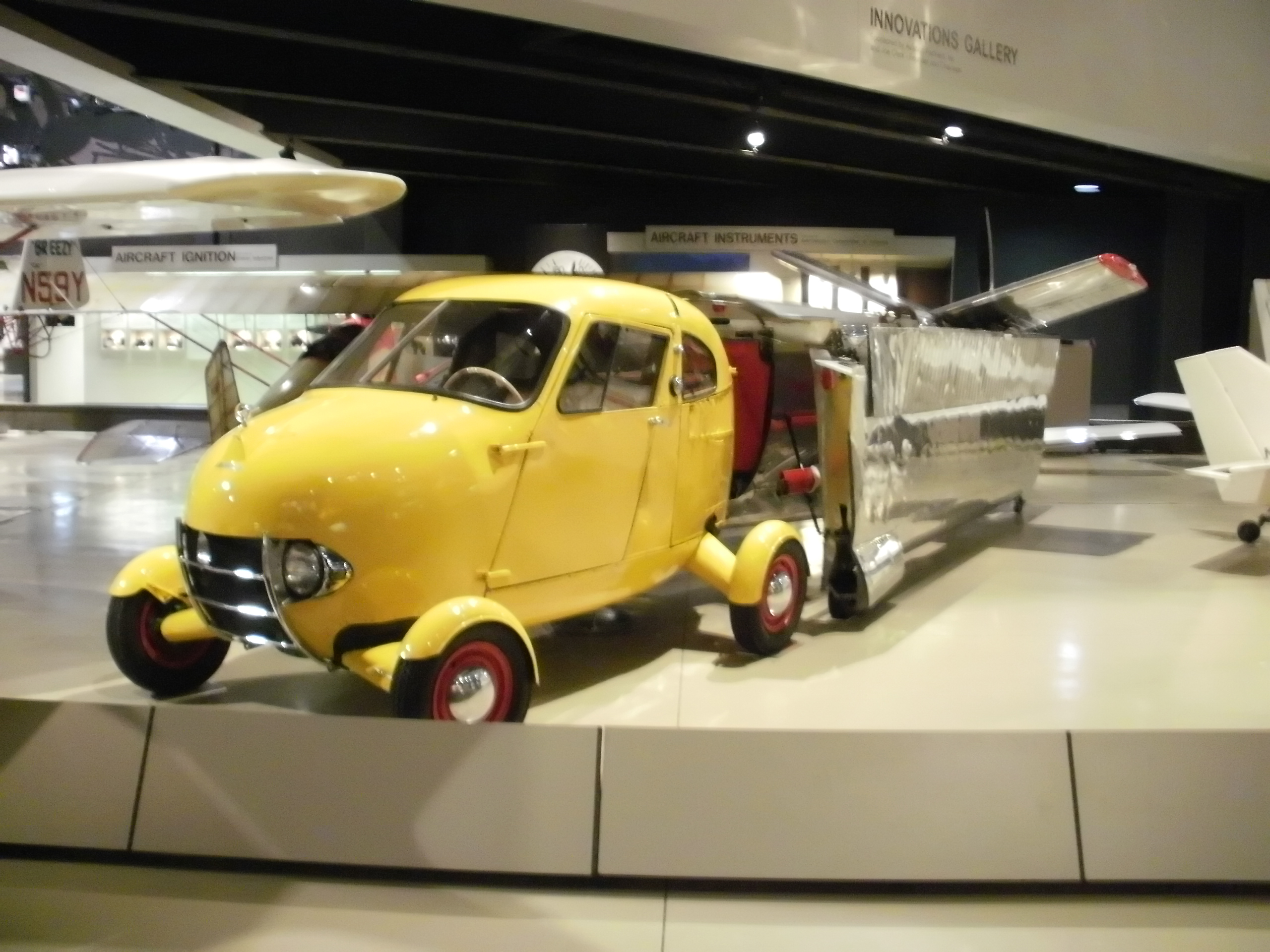
1949 ايروكار بأجنحة مطوية، في متحف EAA AirVenture

قام مولتون تايلور بتصميم ايروكار والقيام برحلة ناجحة في ديسمبر 1949، وفي السنوات التالية خضعت الإصدارات لسلسلة من اختبارات الطيران. عرض تشاك بيري المفهوم في أغنيته التي صدرت عام 1956 بعنوان " You Can't Catch Me "، وفي ديسمبر 1956 وافقت هيئة الطيران المدني على التصميم للإنتاج الضخم، ولكن على الرغم من الدعاية الواسعة والنسخة المحسنة التي تم إنتاجها في عام 1989، لم ينجح تايلور في إدخال السيارة الطائرة في الإنتاج. في المجموع، تم بناء ستة أيروكارس.
في عام 1957، ذكرت مجلة Popular Mechanics أن شركة Hiller Helicopters كانت تطور طائرة بمروحة أنبوبية والتي ستكون أسهل في الطيران من طائرات الهليكوبتر، وستكون أقل تكلفة بكثير. توقع مهندسو هيلر أن يصبح هذا النوع من الطائرات أساسًا لعائلة كاملة من الطائرات ذات الأغراض الخاصة.
في عام 1956، بدأت قيادة أبحاث النقل بالجيش الأمريكي تحقيقًا في «سيارات الجيب الطائرة»، وهي طائرات ذات مراوح أنبوبية كان من المتوقع أن تكون أصغر وأسهل في الطيران من طائرات الهليكوبتر. في عام 1957، تم تكليف كرايسلر وكيرتس رايت وبياسكي بعقود لبناء وتسليم النماذج الأولية. لقد قدموا جميعًا نماذجهم الأولية؛ ومع ذلك، كان نوع VZ-8 هو الأكثر نجاحًا بين الثلاثة. كانت قادرة على الطيران على ارتفاع عدة آلاف من الأقدام، مما يثبت ثباتها أثناء الطيران. ومع ذلك، قرر الجيش أن «مفهوم الجيب الطائر [لم يكن] مناسبًا لساحة المعركة الحديثة»، وركز على تطوير طائرات الهليكوبتر التقليدية.
في منتصف الثمانينيات، أسس مهندس بوينج السابق فريد باركر شركة Flight Innovations Inc. وبدأ في تطوير Sky Commuter ، وهي طائرة VTOL صغيرة تعتمد على مراوح. كانت تتسع لراكبين وكانت مصنوعة أساسًا من مواد مركبة. في عام 2008، تم بيع النموذج الأولي المتبقي مقابل 86 ألف جنيه إسترليني على موقع eBay .

### التطورات الحديثة

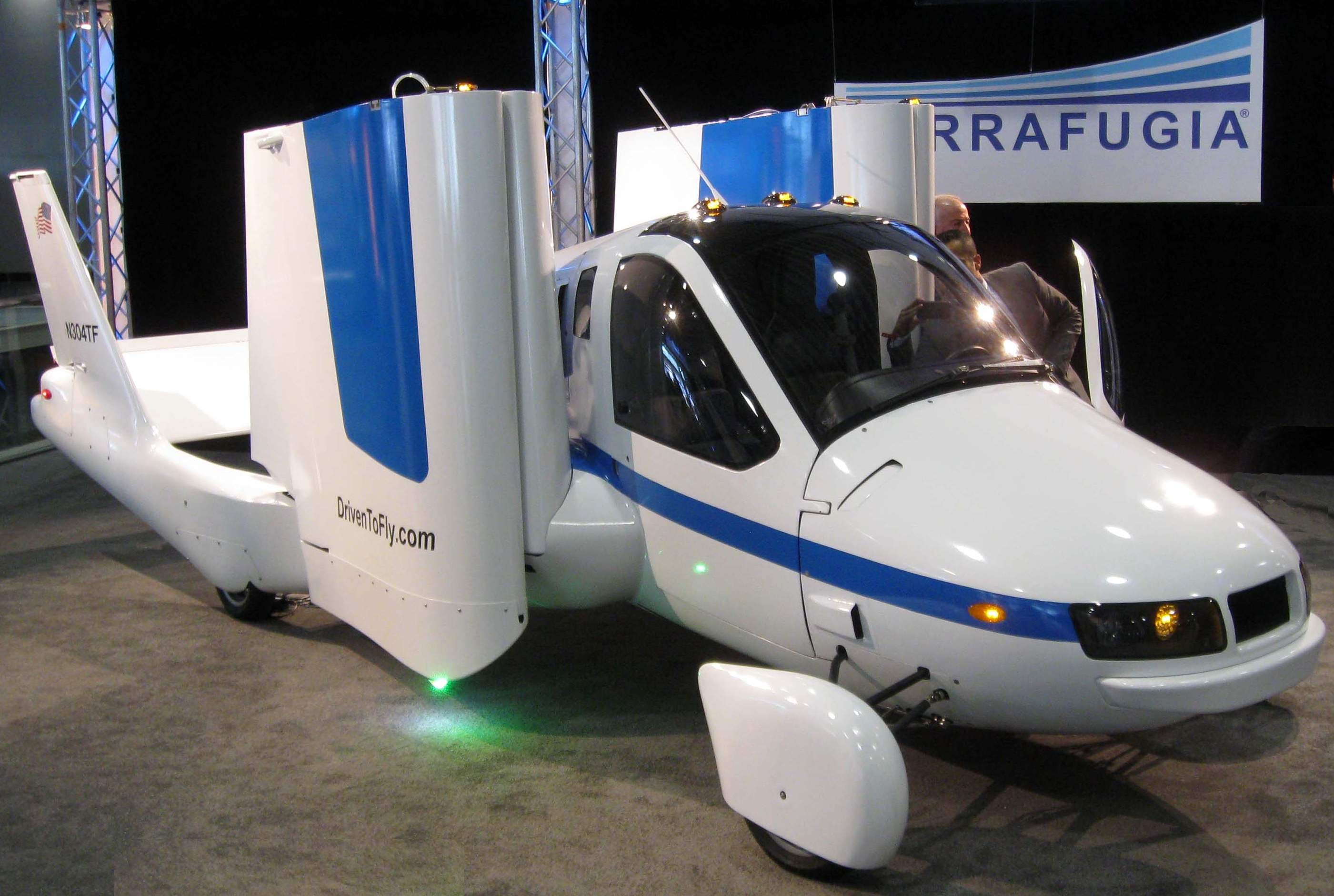
نموذج الإنتاج الأولي لـ Terrafugia Transition في معرض نيويورك الدولي للسيارات في أبريل 2012

اعتبارًا من عام 2017، كانت العديد من الشركات تعمل على تطوير سيارات طيران كهربائية، ذات اقلاع وهبوط عمودي، للإنتاج بحلول عام 2020، منها:
- Sky Drive من Cartivator - أعلنت الشركة الناشئة عن هدفها المتمثل في رحلة لإشعال شعلة الألعاب الأولمبية الصيفية لعام 2020 لكن تم [6] تأجيلها بسبب وباء COVID-19 .[7]
- كيتي هوك فلاير من قبل شركة كيتي هوك - زي لاري بيدج. تقوم شركة Aero و Kitty Hawk Corporation (بدعم من Page) بتطوير سيارات طائرة.[8][9] في أبريل 2017، كشفت شركة Kitty Hawk النقاب عن مركبتها "Flyer" VTOL ، التي تحلق فوق الماء فقط.[10] تم تقسيم جزء من Kitty Hawk إلى Cora بواسطة Wisk ، وهو مشروع مشترك بين Wisk Aero LLC وBoeing ، في عام 2019.[11]
- Volocopter 2X من E-Volo ، الآن Volocopter - في أغسطس 2019، تم اختبار Volocopter 2X بنجاح في مطار هلسنكي للتكامل مع خدمات إدارة الحركة الجوية للطائرات بدون طيار AirMap و Altitude Angel و Unifly ، وهو عنصر أساسي في الرحلات التجارية.[12]
- A³ Vahana من Airbus - قام النموذج الأولي Airbus eVTOL بأول رحلة له في 3 مايو 2019 في دوناوورث، ألمانيا [13]
- EHang 216 من EHang - نقلت EHang 216 ركابًا في تشانغتشون، الصين خلال رحلة توضيحية في معرض الصين وشمال شرق آسيا 2019 في أواخر أغسطس 2019 [14]
- تعمل Uber - مع Karem Aircraft [15] لتطوير eCRM-003 eVTOL الكهربائية، مع الاختبارات الأولى المتوقعة بحلول عام 2020، وتجارب خدمة UberAir المحدودة جدًا بحلول عام 2023 (لوس أنجلوس، دالاس-فورت وورث، وملبورن)، مع 50 مركبة تخدم خمسة مطارات في كل مدينة.[16][17]

في عام 2016، كانت شركة AeroMobil تختبر نموذجًا أوليًا حصل على شهادة طائرة فائقة الخفة من سلوفاكيا. لم يتم تحديد موعد توفر المنتج النهائي أو تكلفته. في عام 2018، كشفت النقاب عن مفهوم يشبه سيارة رياضية طائرة مع قدرة طيران وهبوط عمودي.
تم الإعلان عن طائرة X-Hawk من شركة Urban Aeronautics  تعمل بالطاقة التوربينية VTOL في عام 2006 مع أول رحلة مخطط لها في عام 2009. كان من المفترض أن تعمل مثل المروحية الدوارة الترادفية، ولكن مع مراوح أنبوبية بدلاً من دوارات مكشوفة. كما أن الانخفاض المطلوب في حجم الدوار سيقلل أيضًا من كفاءة الوقود.
تمتلك Terrafugia مركبة طائرة، Terrafugia Transition في 7 مايو 2013، أعلنت Terrafugia عن TF-X ، وهي مركبة هجينة قابلة للإمالة والتي ستكون أول سيارة طيران مستقلة تمامًا. سيكون لها مدى 500 ميل (800 كـم) لكل رحلة والبطاريات قابلة لإعادة الشحن بواسطة المحرك. ومن المتوقع تطوير TF-X إلى عدة سنوات، مما يعني أنه لن يأتي إلى السوق قبل 2019.
في آب (أغسطس) 2020، اختبرت شركة ناشئة في اليابان مدعومة من شركة تويوتا نموذجها الأولي للسيارة الطائرة، والذي كان عبارة عن طائرة رباعية مزودة بمروحتين ومحركين في كل زاوية تحلق لمدة أربع دقائق.

## التصميم
يجب أن تكون السيارة الطائرة العملية قادرة على التشغيل الآمن والموثوق والصديق للبيئة سواء على الطرق العامة أو في الجو. للتبني على نطاق واسع، يجب أيضًا أن تكون قادرة على الطيران بدون طيار مؤهل في عناصر التحكم وتأتي بتكاليف شراء وتشغيل ميسورة التكلفة.

### المصعد
تم تجربة العديد من أنواع تقنيات الطائرات وعوامل الشكل. كان النهج الأبسط والأقدم هو إضافة أسطح طائرة ومروحة قابلة للقيادة ومثبتة بمسامير. ومع ذلك، يجب على مثل هذا التصميم إما سحب أجزائه القابلة للإزالة على مقطورة منفصلة خلفه أو العودة إلى نقطة الهبوط الأخيرة قبل الإقلاع مرة أخرى. تشمل تصميمات الإقلاع التقليدية الأخرى للأجنحة الثابتة أجنحة قابلة للطي، والتي تحملها السيارة عند القيادة على الطريق.
تشمل تصميمات الإقلاع والهبوط العمودي (VTOL) الطائرات العمودية ذات الشفرات القابلة للطي، فضلاً عن المركبات ذات المراوح الأنبوبية والمركبات المائلة. معظم مفاهيم التصميم لها مشاكل متأصلة. تميل الطائرات ذات المروحة الأنبوبية مثل Moller Skycar إلى فقدان الاستقرار بسهولة ولا تستطيع السفر بأكثر من 30-40 عقدة. المائل، مثل V-22 Osprey convertiplane ، صاخبة بشكل عام. حتى الآن، لم تُظهر أي مركبة إقلاع وهبوط رأسي (VTOL) قدرات كافية على الطريق.
يحتوي نظام autogyro على دوار رفع غير مزود بالطاقة، ويعتمد على سرعته الجوية الأمامية لتوليد قوة الرفع. للاستخدام على الطريق يتطلب دوارًا قابل للطي.

### السلامة
على عكس الطائرات التجارية، قد لا تخضع السيارات الطائرة الشخصية لعدد كبير من فحوصات السلامة ولن يكون طياريها مدربين جيدًا. يعاني البشر بالفعل من مشاكل في جانب القيادة في بعدين (للأمام والخلف، من جانب إلى آخر)، إضافة في الجانب العلوي والسفلي من شأنه أن يجعل «القيادة» أو الطيران كما هو، أكثر صعوبة؛ ومع ذلك، قد يتم حل هذه المشكلة من خلال استخدام الانظمة ذاتية القيادة فقط. في حالة الاصطدامات الجوية والأعطال الميكانيكية، يمكن أن تسقط الطائرة من السماء أو تتعرض لهبوط طارئ، مما يؤدي إلى حدوث وفيات وإلحاق أضرار بالممتلكات. بالإضافة إلى ذلك، قد تكون الظروف الجوية السيئة، مثل انخفاض كثافة الهواء والعواصف الرعدية والأمطار الغزيرة والثلوج أو الضباب، صعبة وتؤثر على الديناميكا الهوائية للطائرة.
المشكلة الرئيسية، التي تزداد بسرعة مع التبني على نطاق أوسع، هي خطر الاصطدامات في الجو. الهبوط غير المخطط له أو الاضطراري لسيارة طائرة في مكان غير مُجهز تحتها، بما في ذلك احتمال وقوع حطام حادث. يتم تطوير الأنظمة التنظيمية تحسباً لزيادة كبيرة في أعداد السيارات الطائرة والمركبات الجوية الشخصية في المستقبل القريب، وسيكون الامتثال لهذه الأنظمة ضروريًا للطيران الآمن.
ميكانيكيًا، تحديات الطيران صارمة للغاية بحيث يجب استغلال كل فرصة لتقليل الوزن إلى الحد الأدنى، كما أن هيكل الطائرة النموذجي خفيف الوزن وسهل التلف. من ناحية أخرى، يجب أن تكون مركبة الطريق قادرة على تحمل أحمال التصادم الكبيرة من الحوادث العرضية وكذلك التأثيرات منخفضة السرعة وعالية السرعة، ويمكن للقوة العالية التي تتطلبها أن تضيف وزنًا كبيرًا. يجب أن تكون السيارة الطائرة العملية قوية بما يكفي لتمرير معايير السلامة على الطرق وخفيفة الوزن بما يكفي للطيران.

### بيئة
يجب أن تعمل السيارة الطائرة القادرة على الاستخدام الواسع بأمان في بيئة حضرية مكتظة بالسكان. يجب أن تكون أنظمة الرفع والدفع هادئة، ولها أغطية أمان حول جميع الأجزاء المتحركة مثل الدوارات، ويجب ألا تسبب تلوثًا مفرطًا.

### مراقبة
تتطلب السيارة الطائرة الأساسية أن يكون الشخص الموجود في عناصر التحكم سائق طريق مؤهلًا وطيارًا للطائرة. هذا غير عملي بالنسبة لغالبية الناس، وبالتالي فإن التبني على نطاق واسع سيتطلب أنظمة كمبيوتر لتقليل المهارات التجريبية. وتشمل هذه الإجراءات مناورات الطائرات والملاحة والطوارئ، وكل ذلك في المجال الجوي المحتمل الازدحام. يمكن لأجهزة الكمبيوتر التي تعمل بنظام Fly-by-wire أيضًا تعويض العديد من أوجه القصور في ديناميكيات الطيران، مثل الاستقرار. قد تحتاج السيارة الطائرة العملية إلى أن تكون مركبة ذاتية القيادة لا يتواجد فيها الأشخاص إلا كركاب.

### كلفة
لا يمكن تلبية الحاجة إلى أن يكون نظام الدفع صغيرًا وقويًا في الوقت الحالي إلا باستخدام تقنيات متقدمة ومكلفة. وبالتالي يمكن أن تصل تكلفة التصنيع إلى 10 ملايين دولار.
سيتم استخدام السيارات الطائرة لمسافات أقصر وبتردد أعلى وبسرعات أقل وارتفاعات أقل من طائرات الركاب التقليدية. ومع ذلك، يتم الحصول على الكفاءة المثلى للوقود للطائرات على ارتفاعات عالية وسرعات عالية دون سرعة الصوت، وبالتالي فإن كفاءة الطاقة في السيارة الطائرة ستكون منخفضة مقارنة بالطائرة التقليدية. وبالمثل، فإن أداء السيارة الطائرة على الطريق سوف يتأثر بمتطلبات الرحلة، لذلك سيكون أقل اقتصادا من السيارات التقليدية كذلك.